# 蟜望
蟜 望 （きょう ぼう）は、紀元前1世紀、古代中国の前漢時代の官人である。生没年不明。右将軍、将作大匠、執金吾、右将軍を歴任した。

## 解説
建平2年（紀元前5年）、丞相の朱博ら3人が共謀して、特に罪がない孔郷侯の傅喜から侯の位を除いて庶人に落とそうとした事件が起きた。哀帝に討議を命じられた左将軍の彭宣は、不道、大不敬、不敬と3人に差をつける意見を出した。右将軍の蟜望ら44人がこれに賛成し、別の14人は3人とも不道にすべきだとした。
建平3年（紀元前4年）に将作大匠だったが、その年のうちに執金吾に任命された。3か月で右将軍になり、翌建平4年（紀元前3年）に右将軍をやめた。